# Nupe (Volk)

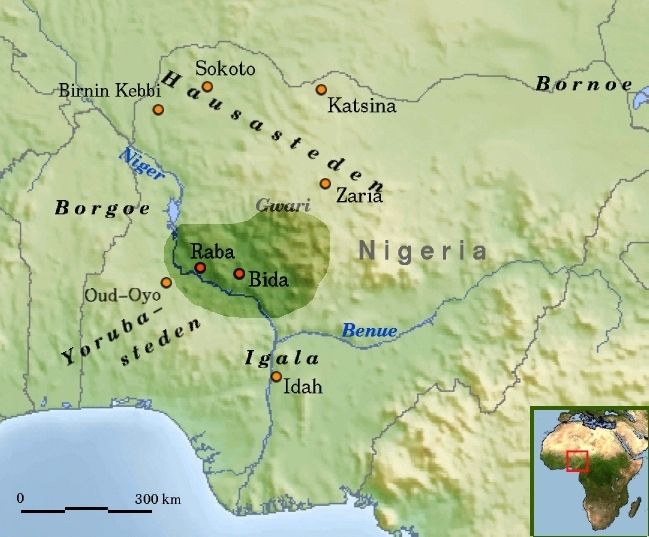
Nupe-Gebiet in Nigeria

Sprach- und Volksgruppen in Nigeria

Die Nupe sind ein Volk, das hauptsächlich im nigerianischen Bundesstaat Niger verbreitet ist. 
Sie sprechen Nupe, eine nupoide Sprache. Die meisten Nupe sind Muslime, ihre Kultur ist jedoch sowohl vom Islam als auch von ihrer traditionellen Religion geprägt.
Sie hatten einst ihren eigenen Staat Nupe, der durch die britische Kolonialmacht zerschlagen wurde.

## Kultur
Viele Nupe tragen noch immer Stammeszeichen in Form von Narben im Gesicht, obwohl diese Tradition mehr und mehr schwindet. Erstmals beschrieben wurden die Nupe und deren Kunst und Tradition von dem Afrikaforscher und Ethnographen Siegfried Frederick Nadel (1903–1956), dessen Buch Schwarzes Byzanz zu den anthropologischen Klassikern zählt.